# Intendance de Flandre wallonne
De Intendance de Flandre wallonne, ook genaamd département de Lille, was een Frans district gevormd uit het op de Spaanse Nederlanden veroverde Waals-Vlaanderen, voorheen deel van het graafschap Vlaanderen. Deze bestuurlijke eenheid, die bestond van 1668 tot 1715, was een van de kleinere van het Franse koninkrijk. De hoofdplaats Rijsel was vanaf 1691 ook de zetel van een généralité, zodat eveneens de term Généralité de Lille gebruikt werd. Deze fiscale bestuurseenheid bestreek echter een groter gebied dan de bestuurlijke intendantie.

## Geschiedenis
De noordelijke expansieoorlogen van de Zonnekoning leidden in 1667 tot nieuwe veroveringen, die aanvankelijk onder het speciaal bestuur van Paul Barillon d'Amoncourt werden geplaatst. Vervolgens werd hij gedurende het eerste semester van 1668 aangesteld tot intendant in de generaliteit Amiens, met bijkomende verantwoordelijkheid voor "Artois, Boulonnais, Hainaut, pays conquis et reconquis". Nadat de Vrede van Aken in mei 1668 de veroveringen had erkend, werden in de nieuwe gebieden intendanties gecreëerd op basis van de provinciegrenzen: naast Waals-Vlaanderen, dat ook Doornik en het Doornikse omvatte, ontstonden ook de Intendance de Flandre maritime en de Intendance du Hainaut. Volgens het douanetarief van 1671 werden Frans-Vlaanderen en Frans-Henegouwen behandeld als vreemde provincies: ze vormden samen een douane-unie maar hadden een tolmuur met de rest van Frankrijk.
Nieuwe Henegouwse veroveringen gingen naar Flandre wallonne, dat in 1678 werd uitgebreid met Valenciennes, Condé-sur-l'Escaut, Bouchain en de Cambrésis. Na lange discussies over de opvolging van de Rekenkamer van Vlaanderen, creëerde het edict van september 1691 een Bureau des Finances en een Généralité in Rijsel. Het territorium ervan was ruimer dan de intendance en omvatte ook Maritiem Vlaanderen, Henegouwen en Artesië. 
In 1715 volgde een ingrijpende hertekening: Maritiem Vlaanderen, waarvan grote delen waren heroverd, werd opgeheven en bij Waals-Vlaanderen gevoegd in wat voortaan de Intendance de Flandre heette. De stad Valenciennes ging tegelijk van Waals-Vlaanderen naar de Intendance du Hainaut.

## Intendanten
- 1668-1668: Paul Barillon d'Amoncourt
- 1668-1683:	Michel Le Peletier de Souzy
- 1683-1684: François Le Tonnelier de Breteuil
- 1684-1708:	Dreux-Louis Dugué de Bagnols
- 1709-1717: Charles-Étienne Maignart de Bernières